# Roodbuikara
De roodbuikara (Orthopsittaca manilatus) is een grote, kleurrijke papegaai, en het enige lid van het geslacht Orthopsittaca.

## Uiterlijk
De vogel wordt ongeveer 46 centimeter lang en bereikt een gewicht van zo'n 370 gram. Het verenkleed van de vogel is vooral groen van kleur en heeft de typische puntige lange staart welke deze vogelgroep kenmerkt. Hij heeft een rode vlek op de buik, waar het dier zijn naam aan te danken heeft. De groene vleugels lopen naar boven toe over naar blauw. Ook het voorhoofd en de nek is blauw gekleurd. Rondom de ogen, neus en op de wangen is de kale huid van de vogel wit tot mosterdgeel van kleur. De snavel en poten zijn zwart van kleur. Zowel het mannetje als het vrouwtje hebben hetzelfde verenkleed.

## Leefgebied
Deze papegaai is een inwoner van het Amazonebekken in Zuid-Amerika. Hij komt voor in Colombia, Peru, Bolivia, Trinidad en centraal en noordwesten van Brazilië. Zijn leefgebied zijn de bossen en moerassen met de aanwezigheid van grote aantallen mauritiuspalmen (Mauritia flexuosa).

## Status
De grootte van de populatie is niet gekwantificeerd maar de soort wordt omschreven als vrij algemeen. Op de Rode lijst van de IUCN heeft deze soort de status niet bedreigd.

## Voedsel
Het voedsel bestaat voornamelijk uit vruchten en zaden van palmbomen, met name die van de mauritiuspalm.

## Gedrag
Een mannetje en vrouwtje blijven hun hele leven als een stelletje bij elkaar. In de avond komen grote aantallen vogels op zelfde locaties samen waar ze de nacht doorbrengen.

## Voortplanting
Een boomholte van de palm wordt gebruikt als nest. Het vrouwtje legt twee tot vier witte eieren. Het vrouwtje broedt de eieren uit in ongeveer 27 dagen tijd. Het vrouwtje en mannetje voeden beide de jongen welke na ongeveer 77 dagen het nest uit komen.

## Geluid
Roodbuikara's maken een slank, hoog gegil welke van grote afstand duidelijk te horen is.